# Trémons
Trémons ist eine französische Gemeinde mit 404 Einwohnern (Stand 1. Januar 2022) im Département Lot-et-Garonne in der Region Nouvelle-Aquitaine (vor 2016: Aquitanien). Sie gehört zum Arrondissement Villeneuve-sur-Lot und zum Kanton Le Pays de Serres.

## Geographie
Die Gemeinde Trémons liegt ca. 15 Kilometer östlich von Villeneuve-sur-Lot in der historischen Provinz Agenais.
Umgeben wird Trémons von den fünf Nachbargemeinden:
|                 | Trentels                                    | Saint-Georges |
| Penne-d’Agenais | Kompassrose, die auf Nachbargemeinden zeigt | Cazideroque   |
|                 | Dausse                                      |               |

Der Fluss Lot markiert die nordwestliche und nördliche Gemeindegrenze.

## Einwohnerentwicklung
Nach Beginn der Aufzeichnungen stieg die Einwohnerzahl bis zur Mitte des 19. Jahrhunderts auf einen ersten Höchststand von rund 600. In der Folgezeit sank die Größe der Gemeinde bei kurzen Erholungsphasen bis zu den 1960er Jahren auf rund 300 Einwohner, bevor nach einer Phase des Rückgangs, die Einwohnerzahl wieder stieg.
| Jahr                       | 1962 | 1968 | 1975 | 1982 | 1990 | 1999 | 2006 | 2013 | 2022 |
| -------------------------- | ---- | ---- | ---- | ---- | ---- | ---- | ---- | ---- | ---- |
| Einwohner                  | 302  | 291  | 244  | 256  | 339  | 340  | 359  | 387  | 404  |
| Quellen: Cassini und INSEE |      |      |      |      |      |      |      |      |      |

## Sehenswürdigkeiten
- Kirche Saint-Jean
- Kirche Sainte-Quitterie im Ortsteil Moudoulens aus dem 12. Jahrhundert

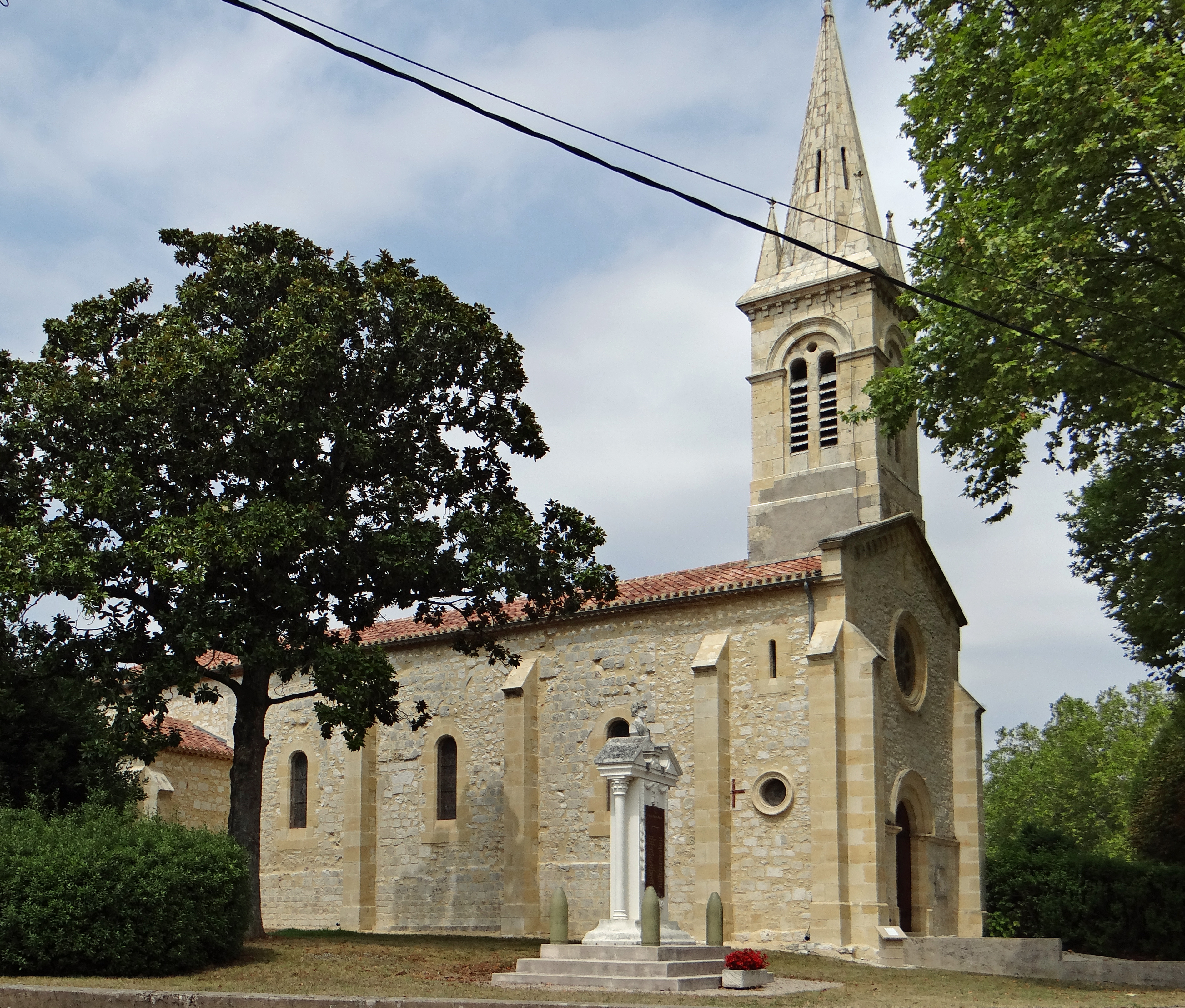
Pfarrkirche Saint-Jean
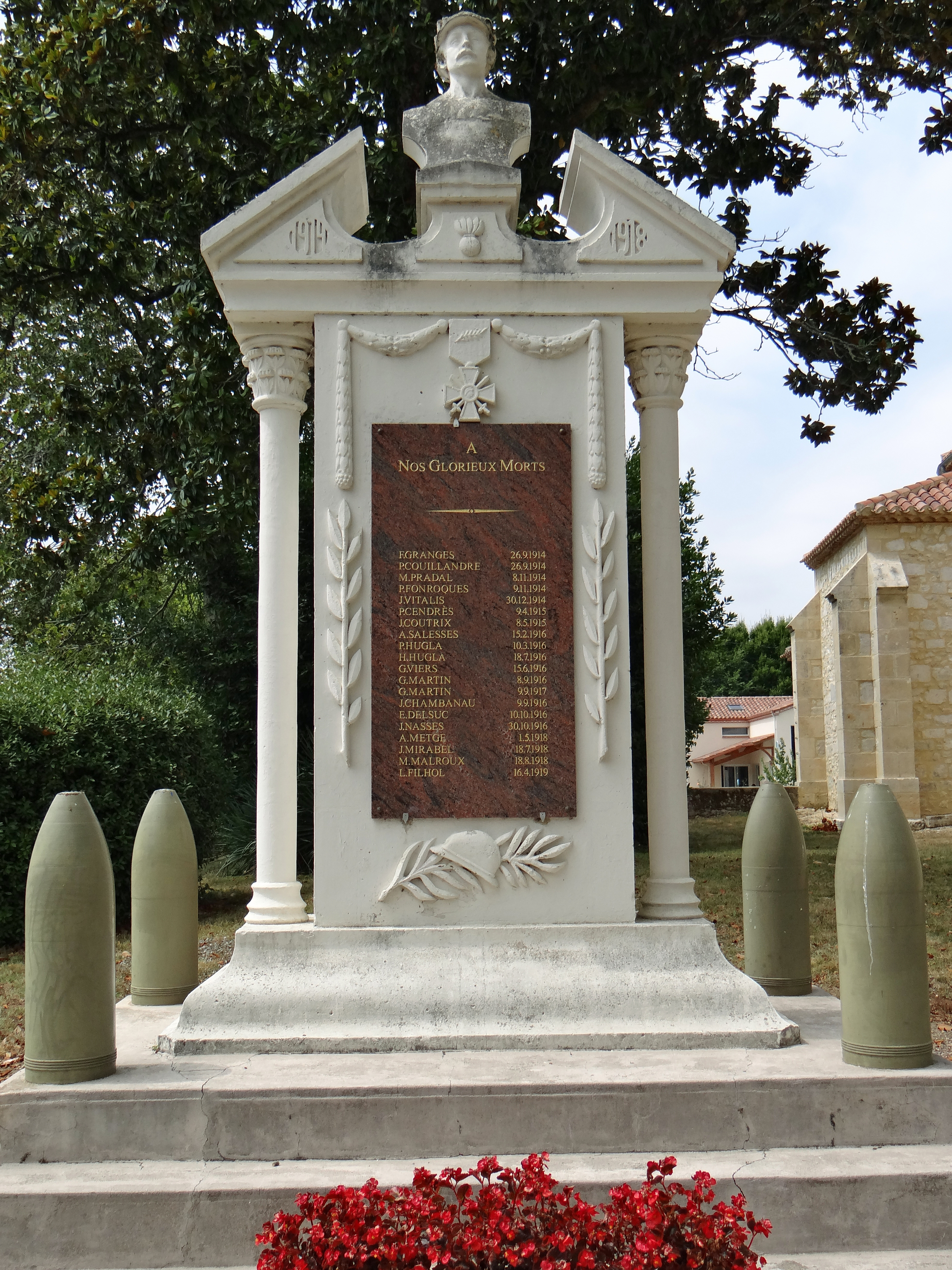
Gefallenendenkmal

## Verkehr
Trémons ist erreichbar über die Routes départementales 243, die Villeneuve-sur-Lot mit Fumel verbindet.